# Мангриотис, Томас
Томас Мангриотис (греч. Θωμάς Μαγκριώτης; 1882, Яница, Османская империя — 14 сентября 1944, там же) — греческий политик и бизнесмен, депутат; мэр города Яница во время немецкой оккупации.

## Биография
Родился в 1882 году в городе Яница (тогда территория Османской империи). Занимался бизнесом. В 1926 году избран депутатом нома Пела, набрав 1083 голоса. В 1942 году, во время немецкой оккупации, стал мэром города. Был убит в 1944 году войском Фридриха Шуберта.
В 1971 году в честь него был поставлен бюст в городе Яница, изготовленный скульптором Танасисом Минопулосом.